# Dasistoma
Dasistoma é um género botânico pertencente à família Scrophulariaceae.